# Paracontias manify
Paracontias manify är en ödleart som beskrevs av  Franco Andreone och Greer 2002. Paracontias manify ingår i släktet Paracontias och familjen skinkar. IUCN kategoriserar arten globalt som otillräckligt studerad. Inga underarter finns listade i Catalogue of Life.
Arten förekommer på norra Madagaskar.